# 佩姬·古根漢
佩姬·古根漢（英語：Marguerite Guggenheim，Peggy Guggenheim是她的小名）是一位美國藝術收藏家、波希米亞社會名流。佩姬·古根漢出生在紐約市富裕的古根漢家，她是班傑明·古根海姆（1912年死於鐵達尼號沉沒事故）的女兒，她也是所羅門·羅伯特·古根海姆的侄女，後來建立所羅門·古根漢基金會。
1938年至1946年間，佩吉·古根漢在歐洲和美國收集許多藝術品。她在1949年展出收藏品，並在1949年定居在威尼斯。佩姬·古根漢美術館位於義大利威尼斯大運河。
她的丈夫是知名畫家馬克斯·恩斯特，此段婚姻維持五年。

## 外部連結
- 维基共享资源上的相關多媒體資源：佩姬·古根漢
- "Peggy Guggenheim: Mistress of Modernism" by Helen Gent, Marie Claire, 19 June 2009